# Tommaso Zerbi
Tommaso Francesco Zerbi (Cermenate, 27 marzo 1908 – Milano, 14 marzo 2001) è stato un economista e politico italiano.

## Biografia
Nasce a Cermenate da Luigi, un oste, e Luigia Fusetti nel 1908.
Allievo di Gino Zappa, fu docente di ragioneria prima presso l'Università commerciale Luigi Bocconi e poi presso l'Università Cattolica del Sacro Cuore di Milano.
Nella sua attività politica, fu membro prima del Partito Popolare di don Luigi Sturzo e, dopo la sua partecipazione alla resistenza, dal 1945 segretario provinciale dello stesso Partito popolare e poi membro della Democrazia Cristiana.
Tommaso Zerbi venne eletto all'Assemblea Costituente nelle file della stessa Democrazia Cristiana nel Collegio IV di Milano e fece parte della Terza commissione per l'Esame dei Disegni di Legge, della quale il 4 dicembre 1946 venne nominato vicepresidente.
Fece inoltre parte del Governo De Gasperi VII quale sottosegretario al bilancio, con il ministro Giuseppe Pella.
Morì il 14 marzo 2001, due settimane prima di compiere 93 anni.